# أبو سليمان الناصر
أبو سليمان الناصر أو نيمان سلمان منصور الزيدي كان وزير الحرب في دولة العراق الإسلامية في العراق.
وقد خلف أبو أيوب المصري، وزير حرب تنظيم القاعدة في العراق، الذي قتل مع قائد التنظيم أبو عمر البغدادي، في عملية مشتركة للقوات الأمريكية والعراقية في تكريت في أبريل 2010.
وذُكر أنه تم احتجازه في سجن معسكر بوكا بمحافظة البصرة.[بحاجة لمصدر]
أكدت الحكومة العراقية أنها قتلت أبو سليمان في 24 فبراير 2011. لم يصدر الناصر أي تصريحات علنية منذ إعلانه وزيرا للحرب وليس من المعروف ما هو الدور، إن وجد، الذي يلعبه في التنظيم منذ تطوره ليصبح الدولة الإسلامية في العراق والشام، وتعزيز تمرده ضد الحكومة العراقية. وتزعم بعض التقارير أنه لم يمت وقد تولى رئاسة المجلس العسكري للتنظيم في 2014 خلفا لأبي أيمن العراقي، الذي قتل في غارة جوية أمريكية في 7 نوفمبر 2014.